# グルタミン酸tRNAリガーゼ
グルタミン酸tRNAリガーゼ(Glutamate—tRNA ligase、EC 6.1.1.17)は、以下の化学反応を触媒する酵素である。
ATP + L-グルタミン酸 + RNA{\displaystyle \rightleftharpoons }AMP + 二リン酸 + L-グルタミルtRNAGlu
従って、この酵素は、ATPとL-グルタミン酸とRNAの3つの基質、AMPと二リン酸とL-グルタミルtRNAGlnの3つの生成物を持つ。
この酵素はリガーゼに分類され、特にアミノアシルtRNAと関連化合物に炭素-酸素結合を形成する。系統名はL-グルタミン酸:tRNAGlnリガーゼ(AMP生成)(L-Glutamate:tRNAGlu ligase (AMP-forming))である。グルタミルtRNAシンターゼ、グルタミン酸トランスラーゼ等とも呼ばれる。この酵素は、グルタミン酸の代謝、ポルフィリンやクロロフィルの代謝、及びアミノアシルtRNAの生合成の3つの代謝経路に関与している。

## 構造
2007年末時点で、16個の構造が解かれている。蛋白質構造データバンクのコードは、1FYJ、1G59、1J09、1N75、1N77、1N78、2CFO、2CUZ、2CV0、2CV1、2CV2、2DXI、2HRA、2HRK、2HSM、2O5Rである。